# ユリウス・ハインリヒ (ザクセン＝ラウエンブルク公)

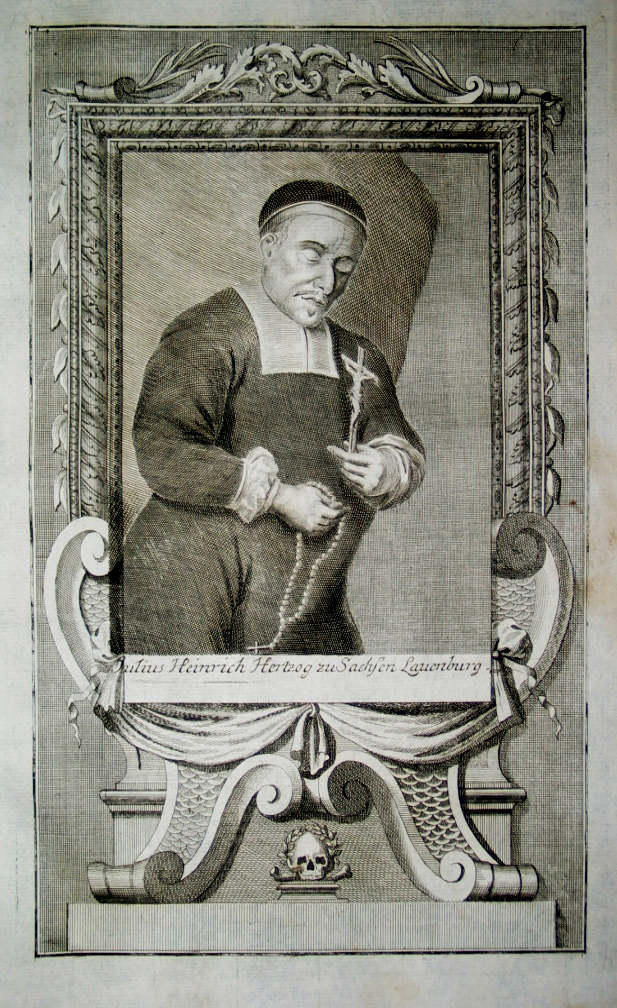
ロザリオと十字架を抱えて死の床につくユリウス・ハインリヒ（『Annales Ferdinandei』より）

ユリウス・ハインリヒ（Julius Heinrich, 1586年4月9日 - 1665年11月20日）は、ザクセン＝ラウエンブルク公（在位：1656年 - 1665年）。公位を継承する前、帝国軍の陸軍元帥をつとめた。

## 生涯

### 公位継承前
ユリウス・ハインリヒはザクセン＝ラウエンブルク公フランツ2世とその2番目の妻でブラウンシュヴァイク＝ヴォルフェンビュッテル公ユリウスの娘マリア（1566年 - 1626年）の息子としてヴォルフェンビュッテルで生まれた。テュービンゲン大学で学び、その後スウェーデン王グスタフ2世アドルフに仕えた。オスナブリュック司教に任命されることを期待し、若い頃にカトリックに改宗した。
皇帝に仕えたユリウス・ハインリヒは、1617年にヴェネツィア共和国に対するウスコク戦争において連隊を指揮し、その後ハンガリーでも連隊を指揮した。ユリウス・ハインリヒは白山の戦いで戦った。皇帝フェルディナント2世の侍従として、皇帝はユリウス・ハインリヒをデンマークおよびノルウェー王クリスチャン4世に使者として派遣した。1619年に、ユリウス・ハインリヒ、アルトハイム伯およびマントヴァ公カルロ1世・ゴンザーガは受胎騎士団（イタリア語：Ordine della Concezione）を創設し、1624年に教皇により承認された。
1623年、皇帝は白山の戦いで敗北したシュリック家から剥奪したシュラッケンヴェルト（現在のオストロフ）の領主権をユリウス・ハインリヒに譲渡した。ユリウス・ハインリヒは、シュリック家の旧宮殿の隣に「白宮殿」（Weißes Schloss / Bílý zámek）を建設させた。ユリウス・ハインリヒは白宮殿を本拠地とした。
1629年、ユリウス・ハインリヒはポーランド帝国軍の最高指揮官とされ、この任務の中で、1632年にザクセン選帝侯ヨハン・ゲオルク1世がグスタフ・アドルフ指揮下のルター派同盟への参加を拒否したため、ヨハン・ゲオルク1世と和平交渉を行った。ユリウス・ハインリヒはアルブレヒト・フォン・ヴァレンシュタインの親友であると考えられていた。このため、ユリウス・ハインリヒはヴァレンシュタインの皇帝に対する襲撃に関与していると疑われた。フェルディナント2世がヴァレンシュタイン殺害を扇動することに成功した後、ユリウス・ハインリヒを含むヴァレンシュタインの友人たちは逮捕され、ウィーンで投獄された。
ユリウス・ハインリヒは、自身に対する調査を行った帝国法務委員会の権限を否定することに成功し、帝国直属の諸侯として同じ帝国諸侯によってのみ裁かれると主張した。1635年のプラハ条約の後、フェルディナント2世は投獄されていたユリウス・ハインリヒを釈放した。1637年に皇帝フェルディナント3世が即位すると、ユリウス・ハインリヒは再び外交使節の任務を与えられた。

### ザクセン＝ラウエンブルクの統治
1656年、ユリウス・ハインリヒは異母兄アウグストの跡を継いでザクセン＝ラウエンブルク公となった。継承の際、ユリウス・ハインリヒは貴族の既存の特権と等族国家について確認した。1658年、ユリウス・ハインリヒは家臣に対し領地を質入れしたり、その他の方法で領地を譲渡することを禁じ、ザクセン＝ラウエンブルクの荘園領主が隣接するハンブルクとリューベックの都市国家の経済圏に加わることに抵抗した。ユリウス・ハインリヒは、都市国家の勢力圏に入ることでザクセン＝ラウエンブルク公の支配から逃れようとしていた荘園領地をめぐって両都市国家と辺境で対立した。
1659年、ユリウス・ハインリヒは統治の方針として、「森林をニーダーザクセンの中心および財源として尊重する」と布告した。ザクセン＝ラウエンブルク公国はかつてニーダーザクセンとも呼ばれていた。1659年よりユリウス・ハインリヒはヨハン・クンケルを公爵家の薬局長とした。
1663年、ハウエンシュタイン（ボヘミア）の城をシュリック家から購入し、公領のシュラッケンヴェルト領の一部とした。さらにプロシュコヴィッツの領主権も獲得した。
ユリウス・ハインリヒは1665年にプラハにおいて老衰で亡くなり、シュラッケンヴェルトに埋葬された。

## 結婚と子女
ユリウス・ハインリヒは3度結婚した。1617年3月7日にグラボーにおいて、アンナ・フォン・オストフリースラントと結婚した。この結婚で子供は生まれなかった。
1628年2月27日、ブランデンブルク選帝侯ヨハン・ゲオルクの娘で帝国諸侯ヤヌシュ・ラジヴィウの未亡人エリーザベト・ゾフィー・フォン・ブランデンブルク（1589年 - 1629年）とトイジンク（トウジム）において結婚した。2人の間には1男が生まれた。
- フランツ・エルトマン（1629年 - 1666年） - ザクセン＝ラウエンブルク公

1632年8月18日にウィーンにおいて、ロプコヴィッツ男爵ヴィルヘルム・ポペル（Popel z Lobkowicz）の娘アンナ・マグダレーナ・フォン・ロプコヴィッツ（1606年7月20日 - 1668年9月7日）と結婚した。 アンナ・マグダレーナは、1656年1月18日に夫が公位に就いた後、ザクセン＝ラウエンブルク公妃となった唯一の妃であった。この結婚で6子供が生まれたが、成人したのは2人だけであった。
- ユリウス・ハインリヒ（1633年 - 1634年）
- フランツィスカ（1634年）
- マリア・ベニグナ・フランツィスカ（1635年 - 1701年） - 1651年6月4日にアマルフィ公オクタヴィオ・ピッコロミーニ（1599年 - 1656年）と結婚
- フランツ・ヴィルヘルム（1639年）
- フランツィスカ・エリーザベト（1640年）
- ユリウス・フランツ（1641年 - 1689年） - ザクセン＝ラウエンブルク公